# USS Oregon (BB-3)

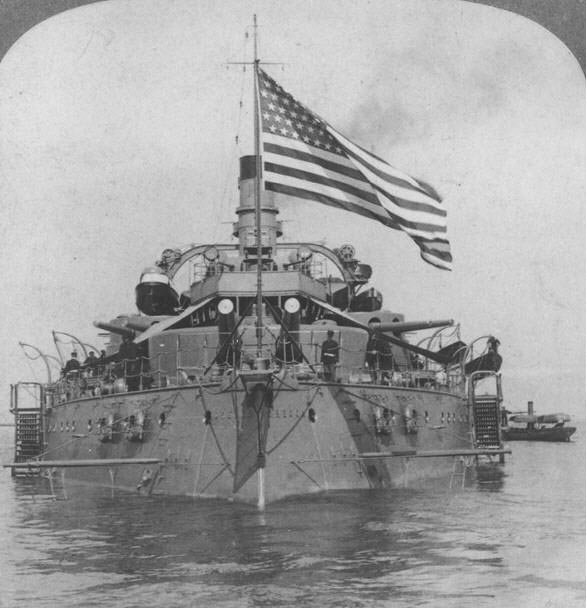
Okręt w 1898

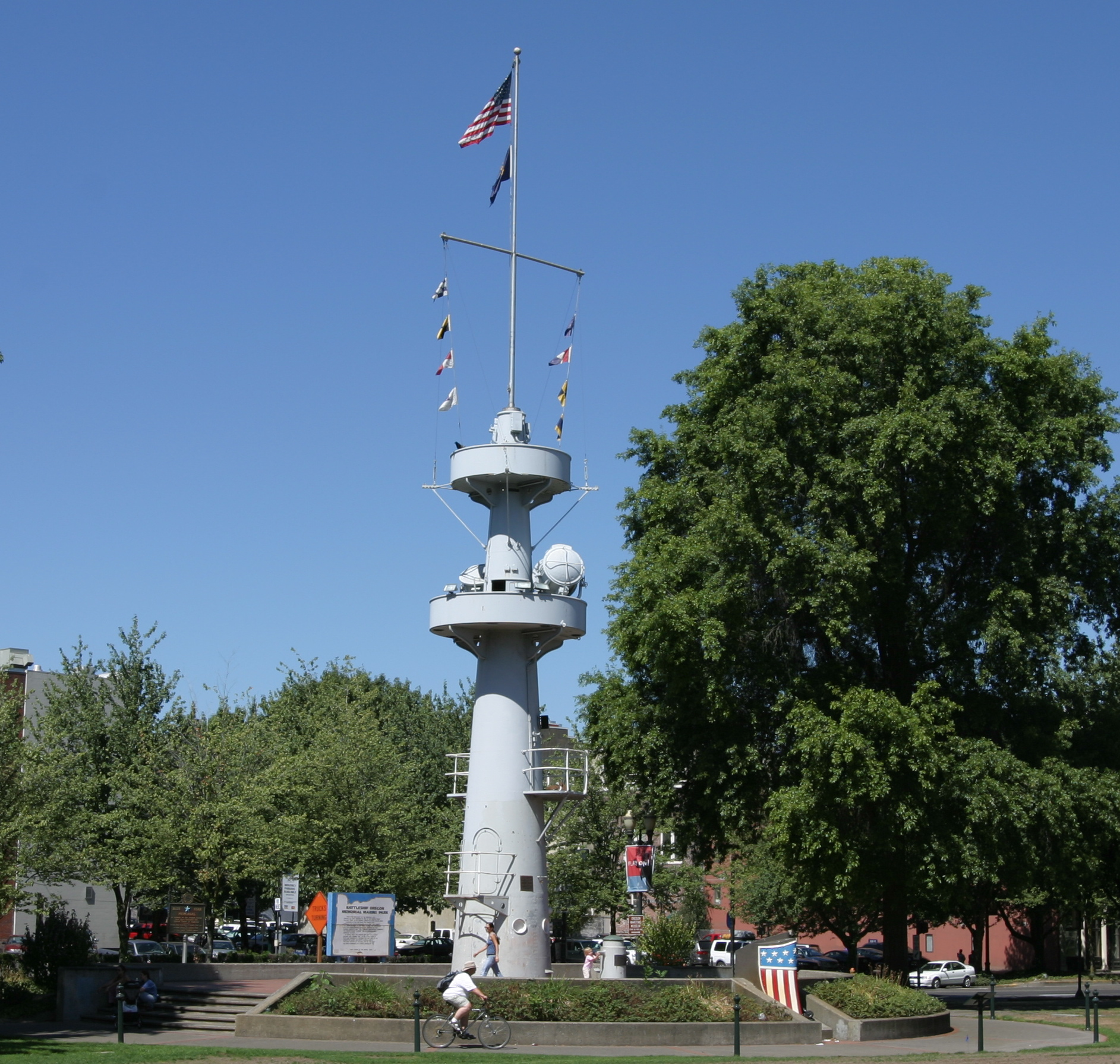
Zachowany maszt pancernika

USS Oregon (BB-3) – amerykański pancernik typu Indiana z okresu przed i I wojny światowej.

## Historia
Decyzja o budowie trzeciego pancernika typu Indiana została podjęta 30 czerwca 1890. Zamówienie na budowę okrętu zostało złożone w stoczni Union Iron Works z San Francisco 19 listopada 1890. Stępka pod budowę okrętu została położona 19 listopada 1891. Wodowanie nastąpiło 26 października 1893, wejście do służby 15 lipca 1896. Pierwszym dowódcą okrętu został komandor H.L. Howison. Okręt rozpoczął służbę operując z portów zachodniego wybrzeża Stanów Zjednoczonych.
16 lutego 1898 po eksplozji pancernika „Maine” w hawańskim porcie, znacznie wzrosło napięcie pomiędzy Hiszpanią a Stanami Zjednoczonymi. W marcu podjęto decyzję o wysłaniu w rejon Karaibów szeregu okrętów w tym pancernika USS „Oregon”. 9 marca po załadowaniu amunicji w San Francisco, okręt udał się w podróż na Karaiby trasą prowadzącą m.in. przez Cieśninę Magellana. Pierwszym przystankiem na trasie podróży był port Callao w Peru, gdzie okręt mógł uzupełnić zapasy węgla. 16 kwietnia przechodząc przez Cieśninę Magellana, okręt znalazł się w rejonie sztormu i chwilami groziło mu niebezpieczeństwo wejścia na skały. Po pokonaniu cieśniny znalazł się 17 kwietnia w pobliżu Punta Arenas, gdzie dołączyła do niego kanonierka „Marietta”. 21 kwietnia po uzupełnieniu zapasów węgla okręty skierowały się do Rio de Janeiro. Z powodu doniesień o domniemanych hiszpańskich okrętach torpedowych, na amerykańskich jednostkach zarządzono stan pogotowia przewidujący ciągłe obsadzenie stanowisk artyleryjskich przez załogę. Z powodu sztormu i niekorzystnych wiatrów przybycie do Rio de Janeiro opóźniło się do 30 kwietnia. Przebywając w porcie na okręt dotarła wiadomość o wybuchu wojny amerykańsko-hiszpańskiej.
4 maja okręt rozpoczął kolejny etap swojej podróży. 14 maja napotkał jacht „Spray”, którym samotny żeglarz kończył właśnie podróż dookoła świata. 24 maja „Oregon” dotarł na Florydę i zgłosił swoją gotowość bojową. Cała podróż trwała 66 dni podczas których okręt przebył 14 tysięcy mil morskich. Podróż, która z jednej strony pokazała możliwości techniczne nowych okrętów, jednocześnie wskazywała na konieczność usprawnienia komunikacji między zachodnim a wschodnim wybrzeżem Stanów Zjednoczonych, i stała się kolejnym z argumentów przemawiających za kontynuowaniem budowy Kanału Panamskiego.
28 maja 1898 „Oregon” dołączył do floty admirała Sampsona, która dotarła do Santiago de Cuba 1 czerwca. „Oregon” ostrzeliwał pozycje hiszpańskie, a także wziął udział w zniszczeniu floty hiszpańskiej 3 czerwca. Swojej determinacji w walce zawdzięczał przydomek Buldoga McKinleya (ang. McKinley’s Bulldog). Po zakończeniu walk okręt wszedł do stoczni New York Navy Yard na remont, a następnie w październiku powrócił do Eskadry Azjatyckiej.
Okręt przybył do Manili 18 marca 1899 i operował w tym rejonie przez rok. W lutym 1900 po puszczeniu Filipin udał się na wody Japonii, a po dwóch miesiącach przybył do Hongkongu. Następnie udał się do Dagu z powodu powstania bokserów. 28 czerwca podczas przechodzenia przez Cieśninę Pohaj wszedł na nieumieszczoną na mapach skałę. Okręt został uszkodzony i nabrał wody. 5 lipca został ściągnięty ze skał i odholowany do cieśniny Hope na tymczasową naprawę. Do Kure dotarł 17 lipca i został umieszczony w suchym doku aby dokończyć naprawę.
29 sierpnia 1900 pancernik wyszedł ponownie w rejs w stronę wybrzeża Chin, później wpłynął na rzekę Jangcy. Służył jako okręt-baza w Wusong. 5 maja 1901 udał się do Stanów Zjednoczonych. Płynąc przez Jokohamę i Honolulu dotarł do San Francisco 12 czerwca. Wszedł do Puget Sound Navy Yard 6 lipca na przegląd. Okręt powrócił na azjatyckie wody w marcu 1903. Działając w tym rejonie odwiedził liczne porty w Chinach, Japonii i Filipinach. Na zachodnie wybrzeże Stanów Zjednoczonych powrócił w lutym 1906. Okręt wycofano ze służby 4 kwietnia 1906.
Ponownie wszedł do służby 29 sierpnia 1911, jednak do października pozostawał w rezerwie. Po okresie niewielkiej aktywności, okręt ponownie wszedł do służby w styczniu 1915 kiedy to popłynął do San Francisco na wystawę Panama-Pacific International Exposition. Od lutego 1916 okręt pozostawał w stanie ograniczonej aktywności przerwanej w kwietniu 1917. W ograniczonym zakresie służył jako eskorta jednostek handlowych. 12 czerwca 1919 okręt ponownie wycofano ze służby. Od 21 sierpnia do 4 października tego roku okręt na krótko został ponownie włączony do służby i służył prezydentowi USA Woodrow Wilsonowi jako platforma do odbioru przybycia Floty Pacyfiku do Seattle.
17 lipca 1920 wraz z reformą oznaczeń okrętów „Oregon” otrzymał oznaczenie BB-3.
W 1921 sympatycy okrętu rozpoczęli starania o jego zachowanie jako obiektu historycznego, który mógłby cumować na terenie stanu Oregon.
W styczniu 1924 został uznany za obiekt historyczny marynarki wojennej, klasyfikowany jako „unclassified”. W czerwcu 1925 został przekazany stanowi Oregon i zacumował w Portland jako okręt pomnik i muzeum. W ciągu kilku lat okręt gościł na pokładzie kilkaset tysięcy zwiedzających.
17 lutego 1941, gdy przydzielano numery identyfikacyjne jednostkom określanym jako unclassified vessels „Oregon” otrzymał oznaczenie IX-22.
Po wybuchu II wojny światowej podjęto decyzję o przekazaniu okrętu na złom, potrzebny w tym czasie przemysłowi zbrojeniowemu. Po zezłomowaniu części kadłuba, prace przerwano i przekształcono kadłub na barkę amunicyjną, która następnie stacjonowała w bazie Guam. W listopadzie 1948 podczas tajfunu kadłub zerwał się z cum i zdryfował 500 mil w głąb morza. Ostatecznie okręt sprzedano na złom w marcu 1956 za sumę 208 000 $ firmie Massey Supply Corporation, odsprzedano Iwai Sanggo Company i w końcu odholowano do Kawasaki zezłomowano.
Maszt okrętu przetrwał jako pomnik zlokalizowany w Tom McCall Waterfront Park w Portland. 4 lipca 1976 w podstawie pomnika umieszczono kapsułę czasu. Planuje się, że zostanie otwarta 5 lipca 2076.
Dwa kominy z Oregon są zachowane w dwóch miejscach w Libery Ship Park.

## Kultura
Rekordowy rejs spowodował duże zainteresowanie opinii publicznej i zainspirował Johna Meehana do napisania piosenki "Bieg Oregonu" (ang. "The Race of the Oregon")

Bieg Oregonu
Pełna cisza! Dziób zwrócony na południe
Płótna przykrywają lufy dział
I okręt niczym uwolniony duch
Szuka na wschodzie swoich sióstr

Kiedy twoi chłopcy spytają: po co te działa?
Opowiedz im historię wojny z Hiszpanią
[i opowiedz] o milionach, które z podziwem patrzyły
na niezrównany bieg Oregonu.

W dniu przekazania starego okrętu na złom, rok po ataku na Pearl Harbor, parada żegnająca okręt przemaszerowała ulicami centrum Portland. Kongresmen Lyndon B. Johnson wygłosił pożegnalną mowę, a pierwsza strona dziennika The Oregonian zawierała odę do okrętu autorstwa Bena Hura Lampana. Utwór kończył się słowami:

Szare, szare mgły tam, gdzie kiedyś ona
(Ach! Jak dumnie brzmi jej imię!)
Straciła swe cumy i lufy
By służyć znów [w tych] burzliwych dniach
Oregon płynie wraz z prądem!